# 파이어스톤역
파이어스톤역 (Firestone)은 로스앤젤레스 군 광역철도의 파란선의 고가 경전철 역이다. 은선의 맨체스터/I-110 역이 이 역에서 서쪽으로 약 3마일 떨어진 곳에 위치하고 있다.(맨체스터 애비뉴와 I-110 프리웨이의 교차점)
역에는 파이어스톤 파크(Firestone Park)의 비법인 지역에 있는 파이어스톤 대로(Firestone Boulevard)의 교차점 근처에 있는 그레이엄 애비뉴(Graham Avenue)와 나란히 있는 파란선의 섬식 승강장이 있다. 이 역을 건너 커널 레온 H. 워싱턴 카운티 파크(Colonel Leon H. Washington County Park)가 있다.

## 역 정보

### 역 구조
| 승강장 | 파란선                          | ← 103rd 스트리트/왓츠타워스 역 103rd Street/Watts Towers Station ← 다운타운 롱비치 역행 (종착점행) |
| 승강장 | 섬식 승강장, 왼쪽 출입문이 열림 | |
| 승강장 | 파란선                          | → 플로렌스 역 Florence Station → 7th 스트리트/메트로센터 역행 (기점행)                             |

### 열차 운행 정보
파란선 운행 시간은 매일 오전 5시부터 오전 12시 45분까지이다.

## 연결 가능한 대중교통
| 메트로 Metro Bus | 일반 메트로버스: 55, 115, 254, 355, 612 |
| 기타:            | -                                       |

## 인근 역세권
- Colonel Leon H. Washington County Park
- 사우스게이트(South Gate)